# Internationale Kurzfilmtage Oberhausen 2019

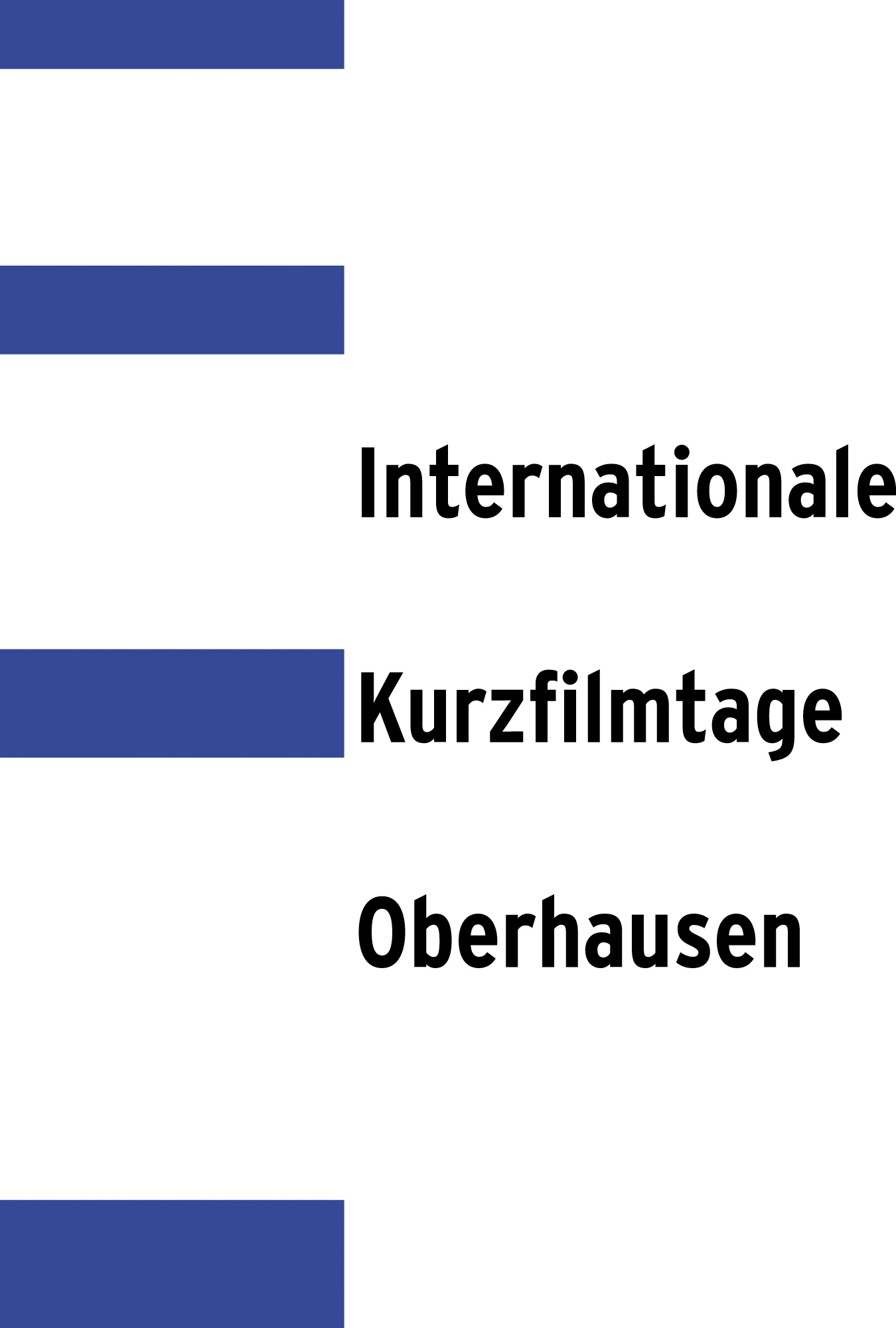
Logo

Die 65. Internationalen Kurzfilmtage Oberhausen 2019 fanden vom 1. bis 6. Mai in der Oberhausener Lichtburg statt. Das Thema Die Sprache der Verlockung: Trailer zwischen Werbung und Avantgarde wurde kuratiert von Cassie Blake und Mark Toscano. Profile behandelten Alexander Sokurow, Kiri Dalena, Kayako Oki und Eva Stefani.

## Preisträger: Internationaler Wettbewerb

### Internationale Jury

#### Großer Preis der Stadt Oberhausen
I Got My Things and Left, Philbert Aimé Mbabazi Sharangabo (Ruanda/Schweiz)

#### Hauptpreis
ZOMBIES, Baloji (D. R. Kongo/Belgien)

#### E-flux-Preis
L’Étoile de mer, Maya Schweizer (Deutschland)

#### Lobende Erwähnungen
IO, Art Union Marmelade (Russland)

### Jury desMinisteriums für Kultur und Wissenschaft des Landes Nordrhein-Westfalen

#### Erster Preis
Elvis: Strung Out, Mark Oliver (Kanada)

#### Zweiter Preis
IO, Art Union Marmelade (Russland)

#### Lobende Erwähnung
THE SOUND DRIFTS, Stefano Canapa (Frankreich)

### FIPRESCI-Jury

#### Preis
Student Bodies, Ho Rui An (Singapur)

### Ökumenische Jury

#### Preis
NoirBLUE – Deslocamentos de uma dança (Frankreich/Brasilien)

#### Lobende Erwähnung
amelina, Rubén Guzmán (Argentinien)

### Zonta-Preis für eine Filmemacherin aus dem Internationalen oder deutschen Wettbewerb
ALGO-RHYTHM, Manu Luksch (Vereinigtes Königreich/Senegal)

## Preisträger: Deutscher Wettbewerb

### Preis für den besten Beitrag
ma nouvelle vie européenne, Abou Bakar Sidibé und Moritz Siebert

### 3sat-Förderpreis
Which Way to the West, Kristina Kilian

### Lobende Erwähnungen
A Return, James Edmonds
Ada Kaleh, Helena Wittmann

## Preisträger:NRW-Wettbewerb

### NRW-Jury

#### Preis für den besten Beitrag
RIAFN, Hannes Lang

#### Förderpreis
O Catador sem Cabeça, Igor Shin Moromisato

#### Lobende Erwähnung
El Peso del Oro, Yves-Maurice Itzek, Milosz Zmiejewski und Oscar Diaz

### West-ART-Zuschauerjury

#### Preis
MIDAS oder die schwarze Leinwand, Hannah Dörr

## Preisträger: Kinder- und Jugendfilm-Wettbewerb

### Kinderjury

#### Preis
Aarambh (Der Anfang), Sandeep Kumar Verma (Indien)

#### evo-Förderpreis
De Jonge Jagers (Junge Jäger), Iris Grob (Niederlande)

#### Lobende Erwähnung
Kosh bol (Der Abschied), Karash Janyshov (Kirgisistan)

### Jugendjury

#### Preis
Dunk, Sophie Martin (Frankreich)

#### Lobende Erwähnung
Récit de soi, Géraldine Charpentier (Belgien)

### ECFA Short Film Award
Bloeistraat 11, Nienke Deutz (Belgien/Niederlande)